# Kerstin Garefrekes
Kerstin Garefrekes (* 4. September 1979 in Ibbenbüren) ist eine ehemalige deutsche Fußballspielerin, die ab der Saison 2004/05 beim Erstligisten 1. FFC Frankfurt unter Vertrag stand und von 2001 bis 2011 für die A-Nationalmannschaft aktiv war. Von 2017 bis 2022 war sie Co-Trainerin der zweiten Mannschaft des 1. FFC Frankfurt bzw. von Eintracht Frankfurt. Seit 2024 ist sie als Co-Trainerin der U19 DFB-Frauen-Nationalmannschaft tätig. 

## Berufsweg
Kerstin Garefrekes wuchs in Steinbeck, einem Ortsteil der an ihren Geburtsort angrenzenden Gemeinde Recke, auf. Nach dem Abitur in Ibbenbüren entschied sie sich für eine Beamtenlaufbahn im gehobenen Dienst. Sie absolvierte ein Studium an der Fachhochschule für öffentliche Verwaltung Nordrhein-Westfalen in Münster und arbeitete bis Ende 2004 als Stadtinspektorin beim Sozialamt Rheine mit dem Schwerpunkt „Leistungsbewilligung bei Obdachlosen“. Zur Sicherheit ließ sich Garefrekes vor dem Wechsel zum 1. FFC Frankfurt freistellen, um später an ihren Arbeitsplatz zurückkehren zu können. In Frankfurt studierte sie bis 2008 Public Management, der Diplomarbeitstitel lautete Strategisches Management im Vereinsfrauenfußball.
Seit 2011 arbeitet sie in der Frankfurter Stadtkämmerei im Controlling für das Dezernat Umwelt.

## Sportliche Karriere
Garefrekes begann 1986 bei Grün-Weiß Steinbeck mit dem Fußballspielen und wechselte anschließend zur DJK Arminia Ibbenbüren. 1998 trat sie dem neu gegründeten FFC Heike Rheine bei, mit dem sie nach ihrer Premierensaison als Tabellenvorletzter aus der Bundesliga absteigen musste. Nach dem direkten Wiederaufstieg war sie in jeder Saison die erfolgreichste Torschützin ihrer Mannschaft.
Am 17. November 2001 gab sie ihr Debüt in der A-Nationalmannschaft, die im Qualifikationsspiel zur Weltmeisterschaft 2003 in Enschede die Auswahl der Niederlande besiegte; sie wurde in der 86. Minute für Martina Müller eingewechselt. Ihr erstes Länderspieltor erzielte sie am 27. Januar 2002 beim 3:1-Sieg gegen die Auswahl Norwegens im Rahmen des Vier-Nationen-Turnier mit dem Treffer zum zwischenzeitlichen 1:0 in der 50. Minute.
Mit der Nationalmannschaft wurde sie 2003 und 2007 Weltmeisterin, 2005 und 2009 Europameisterin. 2004 wurde sie mit 26 Toren Torschützenkönigin der Bundesliga. Im selben Jahr wechselte sie zum 1. FFC Frankfurt und gewann mit der Nationalmannschaft die Bronzemedaille bei den Olympischen Spielen in Athen, wie auch 2008 in Peking.
Mit Frankfurt wurde sie 2005 Deutsche Meisterin und ein Jahr später Siegerin des UEFA Women’s Cups. Garefrekes entwickelte sich zu einer der Schlüsselspielerinnen der DFB-Mannschaft. Bei der Weltmeisterschaft 2011 agierte sie zeitweise als Spielführerin. Im August 2011 beendete sie ihre Laufbahn in der DFB-Auswahl. Mit 130 Länderspielen belegt sie den 12. Rang der Nationalspielerinnen mit den meisten Länderspielen.
Garefrekes wechselte am 14. Juni 2014 auf Leihbasis bis zum dortigen Saisonende in die US-amerikanische National Women’s Soccer League zu Washington Spirit. Ihr Debüt gab sie am 28. Juni 2014 beim 1:0-Sieg im Auswärtsspiel gegen die Houston Dash als Einwechselspielerin.
Am 16. Mai 2016 beendete Garefrekes mit ihrem 355. Bundesligaspiel, nach 130 Einsätzen in der Nationalmannschaft und als Weltmeisterin (2003, 2007), Europameisterin (2005, 2009), Olympiadritte (2004, 2008), drei Champions-League/UEFA-Cup-Siegen (2006, 2008, 2015), drei deutschen Meisterschaften (2005, 2007, 2008) und vier DFB-Pokalsiegen (2007, 2008, 2011, 2014) ihre fußballerische Karriere.

## Erfolge
- Weltmeisterin 2003, 2007
- Europameisterin 2005, 2009

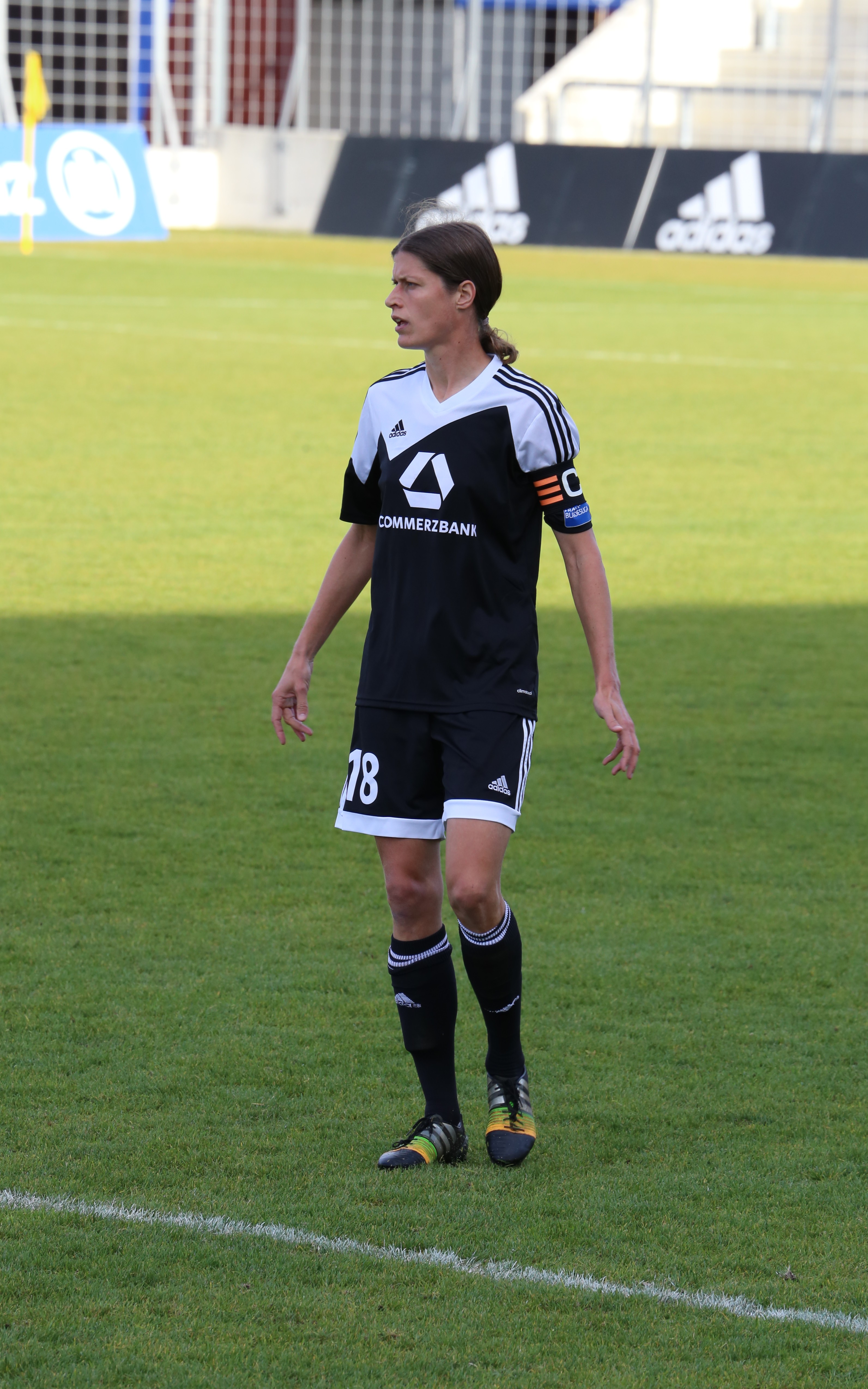
DFB-Pokal-Achtelfinale 2015

- Olympische Bronzemedaille 2004, 2008
- Algarve-Cup-Siegerin 2006
- Champions-League-Siegerin 2015
- UEFA-Women’s-Cup-Siegerin 2006 und 2008
- Deutsche Meisterin 2005, 2007 und 2008
- DFB-Pokal-Siegerin 2007, 2008 und 2011, 2014
- Torschützenkönigin der Frauen-Bundesliga 2004

## Auszeichnungen
- Silbernes Lorbeerblatt
- Berufung in die Mannschaft des Turniers bei der Weltmeisterschaft 2011
- Nominierung für Ballon d’Or 2011